# Mohélispötter

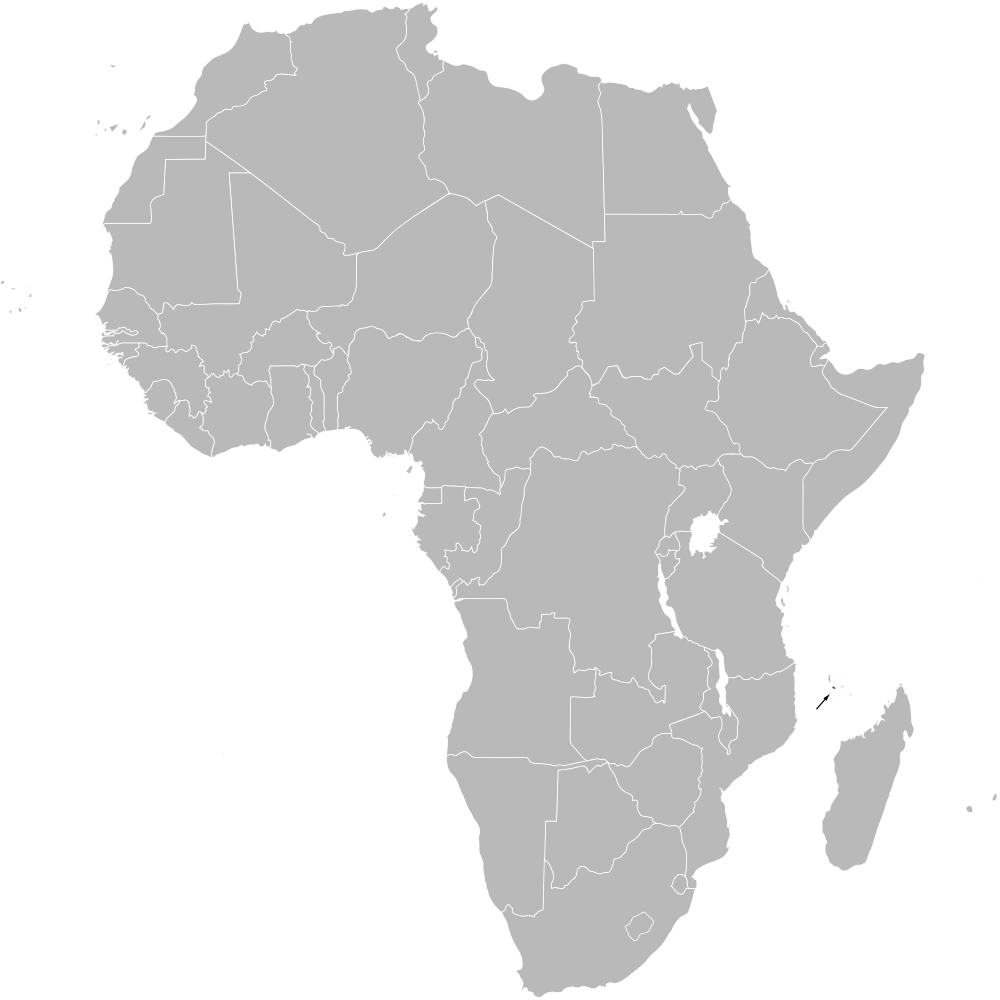
Verbreitung des Mohélispötters (Nesillas mariae)

Der Mohélispötter (Nesillas mariae), früher als Komorenbuschsänger oder Mohelibuschsänger bezeichnet, ist ein Singvogel aus der Gattung Nesillas innerhalb der Familie der Rohrsängerartigen. Er ist endemisch auf den Komoren.

## Beschreibung
Der Mohélispötter erreicht eine Größe von 18 bis 20 Zentimetern. Die Oberseite und der lange abgestufte Schwanz sind einheitlich stumpf olivgrün, die hellere Unterseite ist graugrün. Er hat keinen Augenstreif wie der Madagaskarspötter (Nesillas typica), mit dem er eng verwandt ist. Die Iris und der Schnabel sind braun. Die Beine und Füße sind fleischfarben. Sein Kontaktruf besteht aus einem lauten priip und einem schnellen ti ti ti ti ti. Sein Gesang besteht aus Trillern und melodiösen Strophen.

## Lebensraum
Sein Lebensraum sind bewaldete Hänge und Runsen auf der zu den Komoren zählenden Insel Mohéli.

## Lebensweise
Im Gegensatz zum Madagaskarbuschsänger, der ebenfalls auf Mohéli vorkommt und im dichten Unterholz nur schwer zu beobachten ist, bewegt sich der Mohélispötter recht auffällig zwischen den Zweigen von zwei bis sechs Meter hohen Bäumen.

## Gefährdungssituation
Die Art wird wegen des sehr kleinen Verbreitungsgebietes von etwa 316 km² und der sinkenden Bestände durch in der Roten Liste der IUCN als stark gefährdet (Endangered) eingestuft. Als Hauptbedrohung wird Habitatverlust durch Abholzung von Wäldern zugunsten der Landwirtschaft und Kraftstoffproduktion angegeben.